# Piper provulgatum
Piper provulgatum är en pepparväxtart som beskrevs av Trel. & Yunck.. Piper provulgatum ingår i släktet Piper och familjen pepparväxter. Inga underarter finns listade i Catalogue of Life.